# Szwedzki Korpus Ochotniczy

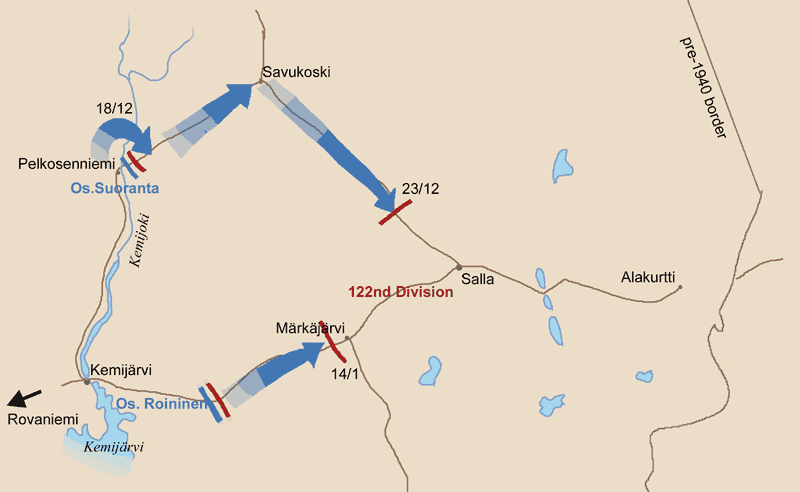
Działania bojowe Szwedzkiego Korpusu Ochotniczego w rejonie miasta Salla

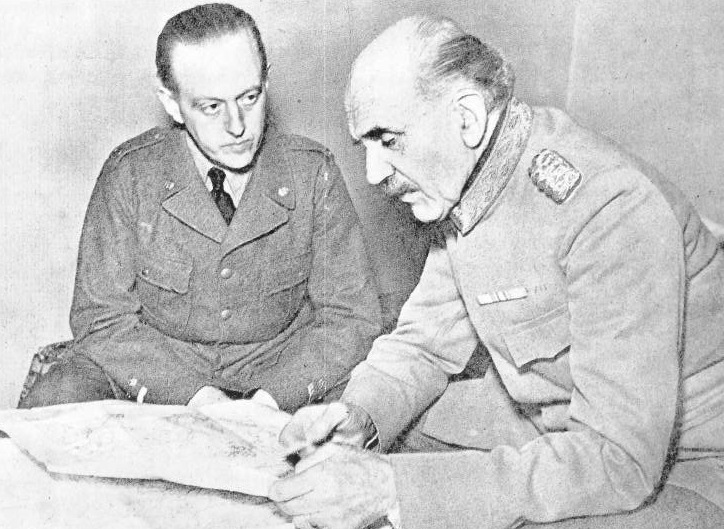
Dowódca Szwedzkiego Korpusu Ochotniczego gen. Ernst Linder i szef sztabu ppłk Carl August Ehrensvärd w Tornio

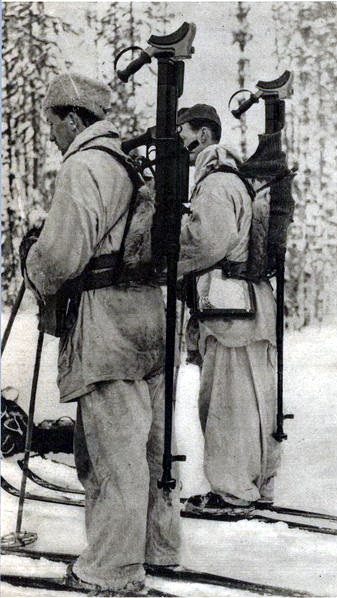
Żołnierze Korpusu na nartach z brytyjskimi karabinami przeciwpancenrymi Boys

Szwedzki Korpus Ochotniczy (szw. Svenska frivilligkåren) – ochotnicza formacja wojskowa złożona ze Szwedów, Duńczyków i Norwegów podczas wojny zimowej między ZSRR i Finlandią.

## Historia

### Sformowanie
Podczas trwania wojny zimowej Szwecja zachowała neutralność, ale pomimo tego przesyłała do Finlandii pomoc wojskową. 4 grudnia 1939 r. z inicjatywy ppłk. Carla Augusta Ehrensvärda, ppłk. Magnusa Dyrssena i ppłk. Vikinga Tamma powstał w Szwecji Komitet Fiński (Finlandskommittän), który zaczął organizować werbunek ochotników na pomoc Finom.
Początkowo szwedzkie władze ograniczały jego działalność, ale z powodu społecznej presji zrezygnowały z tego. Ponadto dowództwo szwedzkich sił zbrojnych postanowiło, że żołnierze, którzy zgłoszą się na wojnę z ZSRR, zostaną oficjalnie zwolnieni ze służby wojskowej na ten okres, a następnie ponownie przywróceni. Uzyskali też zgodę na zgłaszanie się z całym osobistym wyposażeniem i uzbrojeniem, co było szczególnie ważne dla strony fińskiej.
Początkowo zgłosiło się około 5 tys. ochotników. W późniejszym okresie ta liczba jeszcze wzrosła. Szwedzcy ochotnicy przeszli przeszkolenie w Tornio i Kemi przy granicy z Finlandią.
Po przybyciu do Finlandii został sformowany na początku stycznia 1940 r. Szwedzki Korpus Ochotniczy, liczący ponad 9,6 tys. ludzi. W jego skład, oprócz Szwedów, weszli też ochotnicy z Danii i Norwegii. Na czele ponad 1-tysięcznego kontyngentu duńskiego stał kpt. Jagd, a następnie emerytowany ppłk Valdemar Tretow-Loof. Dowódcą całego korpusu został generał w stanie spoczynku Ernst Linder. Funkcję szefa sztabu pełnił ppłk C.A. Ehrensvärd.
Korpus składał się z trzech batalionów piechoty, kompanii saperów, łączności i przeciwpancernej oraz trzech baterii artylerii.

### Działania bojowe
Już 12 stycznia do akcji wszedł ochotniczy 19 Pułk Lotniczy, złożony ze szwedzkich pilotów myśliwskich. W tym czasie w północnej Finlandii rozmieszczono oddział przeciwlotniczy.
Reszta korpusu rozpoczęła działania bojowe 28 lutego na północnym odcinku frontu w rejonie miasta Salla. Korpusowi podporządkowano fiński Oddział Willamo. Jeszcze tego samego dnia dwa wzmocnione bataliony korpusu przyszły z pomocą pięciu fińskim batalionom, walczącym na zachód od Zatoki Viipuri.
1 marca w okolicach Märkäjärvi zginął dowódca 1 Batalionu ppłk Magnus Dyrssen.
Wkrótce nastąpił spokojny okres na tym odcinku frontu, gdyż Sowieci skoncentrowali swoje siły na Przesmyku Karelskim, aby przełamać Linię Mannerheima.

### Rozwiązanie
Wojna zimowa zakończyła się 13 marca 1940 r. 2 dni później Szwedzki Korpus Ochotniczy został rozwiązany. Tego dnia marsz. Carl Gustaf Mannerheim podczas odwiedzin korpusu mianował gen. E. Lindera generałem kawalerii armii fińskiej.
Łączne straty korpusu wyniosły 33 zabitych, w tym 2 Norwegów, 50 rannych i 140 żołnierzy z odmrożeniami.

## Skład organizacyjny
- I Stridsgruppen – d-ca ppłk Magnus Dyrssen, od 1 marca 1940 r. kpt. Carl Carlsson Bonde, ppłk Carl-Oscar Agell
  - 1 skyttekompaniet
  - 2 skyttekompaniet
  - 3 skyttekompaniet
  - 4 jägarkompaniet
  - 5 tunga kompaniet
  - 1 batteriet
  - 1 plogplutonen
  - 1 signalplutonen
- II Stridsgruppen – d-ca ppłk Viking Tamm
  - 1 skyttekompaniet
  - 2 skyttekompaniet
  - 3 skyttekompaniet
  - 4 jägarkompaniet
  - 5 tunga kompaniet
  - 2 batteriet
  - 2 plogplutonen
  - 2 signalplutonen
- III Stridsgruppen – d-ca ppłk Martin Ekström
  - 1 skyttekompaniet
  - 2 skyttekompaniet
  - 3 skyttekompaniet
  - 4 jägarkompaniet
  - 5 tunga kompaniet
  - 3 batteriet
  - 3 plogplutonen
  - 3 signalplutonen

## Wyposażenie
Korpus miał 83 motocykle, 83 samochody różnego rodzaju, 350 ciężarówek i 13 traktorów do holowania dział. Z broni ciężkiej był uzbrojony w działa 75 mm M/02, działa przeciwlotnicze 75 mm, działka przeciwlotnicze 40 mm M/36, działka automatyczne 40 mm, działka przeciwpancerne 37 mm M/38, moździerze 80 mm M/29, karabiny przeciwpancerne 13 mm.